# Sophie Huber (Schwimmerin)
Sophie Huber (* 26. November 1985 in Forbach, Département Moselle) ist eine ehemalige französische Schwimmerin. Sie erhielt bei Weltmeisterschaften eine Bronzemedaille und bei Europameisterschaften je eine Gold- und Bronzemedaille.

## Karriere
Die 1,74 Meter große Sophie Huber schwamm für den Verein Cercle Nautique de Sarreguemines.
Sophie Hubers internationale Karriere begann 2004 bei den Kurzbahneuropameisterschaften in Wien. Sie wurde Sechste über 800 Meter Freistil und Siebte über 400 Meter Freistil.
Bei den Mittelmeerspielen 2005 in Almeria kam Huber auf den achten Platz über 400 Meter Freistil. Über 800 Meter Freistil erschwamm sie die Bronzemedaille hinter der Spanierin Erika Villaécija und der Italienerin Elisa Pasini. Mit der 4-mal-100-Meter-Freistilstaffel gewann sie den Titel vor den Spanierinnen. Einen Monat nach den Mittelmeerspielen fanden die Weltmeisterschaften in Montreal statt. Während sie über 400 und 800 Meter Freistil in den Vorläufen ausschied, erreichte sie mit der 4-mal-200-Meter-Freistilstaffel das Finale, wurde aber beim fünften Platz im Endlauf nicht eingesetzt. Zwei Wochen nach den Weltmeisterschaften war Sophie Huber bei der Universiade in Izmir und erschwamm eine Bronzemedaille mit der 4-mal-200-Meter-Freistilstaffel. Schließlich wurde Huber bei den Kurzbahneuropameisterschaften 2005 Achte über 800 Meter Freistil.
Im Jahr darauf bei den Europameisterschaften 2006 in Budapest wurde Huber Fünfte über 800 Meter Freistil und Siebte über 400 Meter Freistil. Die 4-mal-200-Meter-Freistilstaffel wurde mit Laure Manaudou, Aurore Mongel, Sophie Huber und Alena Popchanka Dritte hinter den Deutschen und den Polinnen. Bei den Kurzbahneuropameisterschaften 2006 wurde Huber Sechste über 800 Meter Freistil. 2007 bei den Weltmeisterschaften in Melbourne wurde Huber Fünfte über 800 Meter Freistil. Die 4-mal-200-Meter-Freistilstaffel gewann das Quartett aus den Vereinigten Staaten vor der deutschen Staffel. Zwei Sekunden hinter den Deutschen erreichten Manaudou, Mongel, Huber und Popchanka den dritten Platz mit einer halben Sekunde Vorsprung auf die Australierinnen. Bei den Kurzbahneuropameisterschaften 2007 wurde Huber Achte über 800 Meter Freistil.
Im März 2008 fanden die Europameisterschaften in Eindhoven statt. Huber wurde Sechste über 800 Meter Freistil. Die 4-mal-200-Meter-Freistilstaffel mit Coralie Balmy, Mylène Lazare, Sophie Huber und Alena Popchanka erreichte das Finale mit der schnellsten Vorlaufzeit. Im Endlauf schwamm Laure Manaudou für Huber und die Staffel siegte vor den Britinnen und den Italienerinnen. Für ihren Vorlaufeinsatz erhielt auch Huber eine Goldmedaille. Fünf Monate später bei den Olympischen Spielen in Peking startete Huber nur über 800 Meter Freistil und wurde 19. der Vorläufe.
2009 wurde Huber bei den Mittelmeerspielen in Pescara Zweite mit der 4-mal-200-Meter-Freistilstaffel in der Besetzung Lara  Grangeon, Margaux Fabre, Ophélie-Cyrielle Étienne und Sophie Huber. Bei den Weltmeisterschaften in Rom belegte die französische 4-mal-200-Meter-Freistilstaffel mit Ophélie-Cyrielle Étienne, Coralie Balmy, Sophie Huber und Camille Muffat den siebten Platz.